# Dream Farm
Dream Farm（ドリームファーム）は、エフエム北海道（AIR-G'）にて2010年11月6日より放送されているラジオ番組。放送時間は土曜日 20:00 - 20:30（JST）。
2013年3月までは「友章のDream Farm」（ゆうしょうのドリームファーム）というタイトルだった。

## 略歴・概要
- 2010年11月6日放送開始。パーソナリティーは、帯広市出身のアーティスト「友章」。性別、年齢を問わず「夢」を追いかける人々と、夢を追い続けることの不安や挫折などといったテーマを取り扱いながら、友章の楽曲を紹介していくというスタイルであった。
- しかし2013年1月上旬、友章が体調不良により入院したため、以降はサポートメンバーから「エフェクター職人」テッシーこと手島正弘がピンチヒッターを務めているが、同年2月2日、友章が急死。死後最初となる同年2月9日の放送にて友章が急死したこと、生前の「友章の好きな音楽を紹介し、共有していく」という当番組のコンセプトを、今後も引き継いでいくことが発表された。
  - 同年3月2日の放送では、ゲストに友章の実兄・加藤祐功氏（当番組のスポンサーであるルーキーファーム代表取締役社長）を招いて、緊急入院の様子や死の直前の様子などが語られた。祐功氏はそのまま3月中の番組にゲスト出演し、友章が音楽活動を始めるきっかけとなったエピソードや楽曲を紹介した。
  - 2013年3月1日に都内で行われた、友章のお別れ会の模様等を収録したDVDを製作し、遠方で行けなかったファンのためにプレゼントすることが発表された（先着順、既に受付終了）。
- 年度末となる3月30日の放送にて、4月以降はタイトルを「Dream farm」に改め、引き続き夢を追い求める人々と共に番組を作っていくことが発表された。
  - 4月の放送以降、加藤祐功氏が準レギュラーとして主に番組後半に登場。ルーキーファームで取り扱う食品を紹介したり、祐功氏が親しんでいた音楽を紹介するコーナーがある。
- 友章の死後一年となる、2014年2月1日の放送では、祐功氏より「友章から君へ」と題したメモリアルアルバムの製作が佳境に入っていることが報告された。
  - このアルバムは、友章の既発表曲や、パソコンに残されていたタイトルもない音源などを収め、採算度外視で2枚組、3千円程度に収めるべく製作が進んでいるとのこと。
- 2014年12月17日　インディーズという形で2枚組CD「君へ…」が発売された。味想百盛や玉光堂などで買えます。通販もOK
- 2015年12月27日終了した。土曜日の朝にやっていた「MOVIE Access」が、この時間帯にやることになった

## パーソナリティ
- 友章（2010年11月6日 - 2013年1月上旬）
- 手島正弘（テッシー）（2013年1月中旬 - 現在）

## 主なコーナー
コーナー名はないが、番組終盤にスポンサーであるルーキーファームからの告知がある。